# Marksteinsattel
Der Marksteinsattel (veraltet Bodenleitensattel) ist ein 1050 m ü. A. hoher Gebirgsübergang in den Türnitzer Alpen, der von der Schwarzen Walster zur Erlauf führt.
Er verbindet damit das Erlauftal mit dem in die Salza und weiter in die Enns entwässernden Walstertal.
Von Westen vom Erlaufstausee oder von Friedenstein kommend, folgt man dem Niederösterreichischen Landesrundwanderweg, der längs des Mühlgrabens verläuft und überwindet beim Markstein den Sattel. Der Weg führt dann weiter zum Lauterbach, der knapp darauf in die aus Fadental kommende Schwarze Walster mündet. Der Landesrundwanderweg führt von Fadental über den Krumbachsattel weiter nach St. Aegyd am Neuwalde.
Der Markstein kennzeichnete die Grenze zwischen den Stiften St. Lamprecht und Lilienfeld und ist heute die Landesgrenze zwischen Niederösterreich und Steiermark. Das Waldgebiet nördlich von Mariazell wurde 1347 dem Stift St. Lambrecht zugesprochen und erhielt als Verwaltungseinheit den Namen Amt Dremeltal. Eine alte Karte kennt die Grenze als Varinstalsattel und in einer Waldbestandsaufnahme aus 1761 wird der Übergang als  Bottleithensattel bezeichnet.